# Sō Yoshitoshi
Sō Yoshitoshi (宗義智?; 1568 – 31 gennaio 1615) è stato un daimyō giapponese appartenente al clan Sō, noto anche come Sō Yoshitomo.

## Biografia[2]
Yoshitoshi era il quinto figlio di Sō Masamori. Sua moglie, che prese il nome di battesimo Maria, era figlia di Konishi Yukinaga. Yoshitoshi divenne il capo della famiglia nel 1580, dopo che il padre adottivo, Sō Yoshishige fu sconfitto, e Tsushima conquistata, in un preludio alla spedizione di Hideyoshi a Kyūshū (1587). Yoshitoshi entrò così nel servizio di Hideyoshi e iniziò ad organizzare trattative con la Corea come rappresentante di Hideyoshi. Il Re di Joseon si rifiutò di permettere alle truppe giapponesi di passare pacificamente attraverso la Corea nel tentativo di conquistare la Cina della dinastia Ming, e alla fine i negoziati risultarono del tutto infruttuosi, portando alla decisione di Hideyoshi di dare inizio all'invasioni giapponese della Corea.
Nel 1600 si schierò con Tokugawa Ieyasu ma rimase a Tsushima e non fu presente alla battaglia di Sekigahara.
Lo stesso anno fu di nuovo mandato in Corea per concludere la pace, e al suo ritorno, le entrate del suo Han di Tsushima (dominio di Fuchū) furono aumentate a 100.000 koku. La sua missione ebbe successo e un primo ufficiale coreano arrivò nel 1607. Nel 1604 furono riportati in Corea 1390 prigionieri di guerra.
Dopo la sua morte nel 1615 suo figlio Sō Yoshinari divenne daimyô.
Yoshitomo si era battezzato nel 1591 ma il timore di dispiacere a Ieyasu lo indusse ad abbandonare la sua fede.